# Angostrina
Angostrina (Angoustrine, oficialment en francès) és un poble i territori del terme comunal d'Angostrina i Vilanova de les Escaldes, a la comarca nord-catalana de l'Alta Cerdanya. Fins al 1973 fou el cap d'una comuna independent, amb el mateix nom que el poble.
El cap de la comuna, el nucli anomenat la Part Major d'Angostrina és a la dreta del riu d'Angostrina, en el coster que es troba a la dreta d'aquest curs d'aigua. Tanmateix, els anomenats la Part Petita i el Mas d'en Gaula es troben a l'esquerra del riu esmentat. El seu antic terme, però, ocupava la major part del terme actual al qual pertany.

## Etimologia
Joan Coromines explica l'origen d'Angostrina a partir de l'evolució de l'adjectiu llatí angustus (estret, escanyat), en referència a la vall del Riu d'Angostrina dessota i al sud del qual es troba aquesta població. Hi afegeix que la -r- després de l'arrel llatina apareix freqüentment rere el grup st, com és el cas de regestum > registre, en l'evolució cap al català, sobretot en l'àmbit pirinenc.

## Geografia
L'antic terme d'Angostrina, de 84,34 km², suposava el 95,9% de l'actual terme d'Angostrina i Vilanova de les Escaldes. Ocupava, doncs, la major part del terme actual. Només se n'escapava la franja sud-occidental del terme, on s'estenia l'antic terme comunal de Vilanova de les Escaldes. Era, com el terme actual fruit de la unió d'aquests dos antics termes, a l'extrem nord de la comarca de l'Alta Cerdanya.
És un terme molt muntanyós, com està descrit a l'apartat de geografia de l'article dedicat al terme actual. El cim més alt és el Carlit, de 2.921 metres d'altitud, i la pràctica totalitat de la meitat nord del vell terme d'Angostrina es troba al voltant dels 2.000 metres, amb un nombre important de muntanyes d'altituds similars a la del Carlit o el Puig Peric (2.810 m alt).

### Angostrina
El poble d'Angostrina, format per dos nuclis més importants -la Part Major i la Part Petita- i dos de més petits -Cal Coix i el Mas d'en Gaula-, situats tots ells a poca distància els uns dels altres.

#### La Part Major
El nucli primigeni del poble d'Angostrina, nascut a prop -als peus- de l'antiga església parroquial de Sant Andreu d'Angostrina, és popularment conegut com a la Part Major. En el punt més elevat d'un coster es troba l'església vell i el cementiri, i en els seus vessants oriental i meridional s'estén el nucli de població. A la part baixa, ran de la carretera D - 618, es troben l'escola, l'oficina de correus, altres dependències municipals i l'església nova de Sant Andreu.

#### La Part Petita
Es tracta del segon dels nuclis de població d'Angostrina. És a uns 500 metres al nord-est de la Part Major, al peu de la carretera D - 618 i majoritàriament a l'esquerra del Riu d'Angostrina.

#### Cal Coix
Cal Coix, inicialment un mas aïllat i actualment un petit barri d'Angostrina, és al nord de la Part Major i al nord-est de l'església de Sant Andreu.

#### El Mas d'en Gaula
Igual que Cal Coix, el Mas d'en Gaula començà essent una masia aïllada, com el seu nom indica, que ha esdevingut un barri més del poble, en aquest cas, un barri de la Part Petita, al nord del qual es troba.

#### Envalls
Havia existit un petit vilatge anomenat Envalls, del qual només es conserva la que en fou església parroquial, Sant Martí d'Envalls. Era situat just al lloc on la vall del Riu d'Angostrina comença a eixamplar-se, al nord del poble d'Angostrina.

## Història
La Part Major és un dels dos nuclis primigenis del poble d'Angostrina. En un primer estadi, el poble d'Angostrina era una parròquia rural d'hàbitat dispers, però de seguida es començaren a formar dos petits nuclis, la Part Major, més gran i a prop de l'església parroquial de Sant Andreu d'Angostrina, i la Part Petita, com el seu nom indica, més petita que l'altra i allunyada de l'església parroquial.
Angostrina, amb el nom grafiat Angustrina apareix en l'Acta de consagració i dotació de la catedral d'Urgell, de principis del segle xi (tot i que fins al 2017 es creia que era del primer terç del IX). Fins al 1803, com tots els pobles cerdans, pertanyia al Bisbat d'Urgell, però en aquella data fou transferit, amb tota l'Alta Cerdanya, al Bisbat d'Elna.
Angostrina pertanyia directament al poder reial, però poc abans de la Revolució Francesa en fou alienada a favor del conseller Desprès.

## Demografia

### Demografia contemporània
| Evolució de la població |      |      |      |      |      |      |      |      |
| 1793                    | 1800 | 1806 | 1821 | 1831 | 1836 | 1841 | 1846 | 1851 |
| 416                     | 219  | 394  | 430  | 468  | 506  | 490  | 514  | 487  |

| 1856 | 1861 | 1866 | 1872 | 1876 | 1881 | 1886 | 1891 | 1896 |
| ---- | ---- | ---- | ---- | ---- | ---- | ---- | ---- | ---- |
| 454  | 464  | 448  | 488  | 518  | 458  | 412  | 414  | 420  |

| 1901 | 1906 | 1911 | 1921 | 1926 | 1931 | 1936 | 1946 | 1954 |
| ---- | ---- | ---- | ---- | ---- | ---- | ---- | ---- | ---- |
| 403  | 410  | 393  | 285  | 340  | 375  | 355  | 295  | 261  |

| 1962 | 1968 |
| ---- | ---- |
| 223  | 218  |

## Administració i política

### Batlles
S'indica en aquesta llista exclusivament els que foren batlles d'Angostrina abans del 1973, any de la fusió amb Vilanova de les Escaldes.
| Alcalde              | Període     |
| -------------------- | ----------- |
| Jacques Palau        | 1792 - 1794 |
| Pierre Carrera       | 1794 - 1795 |
| Gilles Capdeville    | 1795 - 1798 |
| Paul Cot             | 1798 - 1800 |
| Isidore Poch         | 1800 - 1801 |
| Jacques Poch         | 1801 - 1813 |
| Joseph Poch          | 1813 - 1816 |
| Gilles Colomer       | 1816 - 1821 |
| Antoine Palau        | 1821 - 1830 |
| Isidore Courtade     | 1830 - 1833 |
| Paul Cot             | 1833 - 1835 |
| Gilles Barrere       | 1835 - 1841 |
| Gilles Capdeville    | 1841 - 1843 |
| Joseph Poch          | 1843 - 1860 |
| Isidore Courtade     | 1860 - 1867 |
| Jean Paul            | 1867 - 1870 |
| Mariano Carrère      | 1870 - 1874 |
| Jean Poch, Trasserra | 1874 - 1876 |
| Joseph Cot           | 1876 - 1896 |
| Laurent Colomer      | 1896 - 1908 |
| François Saboya      | 1908 - 1925 |
| Antoine Agusti       | 1925 - 1935 |
| Georges Mitjaville   | 1935 - 1938 |
| Raphaël Agusti       | 1938 - 1945 |
| Louis Clerc          | 1945 - 1973 |